# Scarabaeus subaeneus
Scarabaeus subaeneus es una especie de escarabajo del género Scarabaeus, familia Scarabaeidae. Fue descrita científicamente por Harold en 1869.
Habita en la región afrotropical (Senegal, Chari, Angola, República Democrática del Congo, Zimbabue, Mozambique, provincia de Transvaal, Mauritania, Ghana).